# Dendrobium gregulus
Dendrobium gregulus är en orkidéart som beskrevs av Gunnar Seidenfaden. Dendrobium gregulus ingår i släktet Dendrobium, och familjen orkidéer.
Artens utbredningsområde är Thailand. Inga underarter finns listade i Catalogue of Life.